# Pi Pupidi
Pi Pupidi so meteorji iz vsakoletnega meteorskega roja, ki ni viden na severni polobli.

Radiant Pi Pupidov leži v ozvezdju Krme (Pup) (Puppis). Pi Pupidi se pojavljajo od 15. aprila do 28. aprila, svoj vrhunec pa dosežejo 23. aprila.

## Zgodovina[1]
Meteorski roj Pi Pupidi je odkril leta 1972 H. B. Ridley, ki je leto prej ugotovil, da bo komet Grigg-Skjellerup prišel v bližino Zemlje. Opazovanja v tem letu niso pokazala večjih aktivnosti roja (do 4 utrinke na uro). Naslednji prihod kometa v perihelij se je zgodil leta 1977. Opazovanja v Avstraliji so pokazala, da kaže meteorski roj 18 do 24 utrinkov na uro.

## Opazovanje
Meteorski roj Pi Pupidov je viden okoli 23. aprila, vendar samo v letih, ko je komet 26P/Grigg-Skjellerup (obhodna doba 5,3 let) v svojem periheliju. Zadnjič je to bilo leta 2003, prihodnjič pa bo leta 2008. Medtem je planet Jupiter vplival na tirnico kometa tako, da ni popolnoma zanesljivo, da se bo meteorski roj sploh videl. 

Meteorji nimajo velike hitrosti, so pa precej svetli.